# Реджапов, Таджибай
Таджибай Реджапов (18 марта 1924 — ?) — участник Великой Отечественной войны, снайпер 13-й линейной заставы стрелкового батальона (127-й Померанский ордена Кутузова пограничный полк войск НКВД по охране тыла, 3-й Украинский фронт).

## Биография
Родился 18 марта 1924 года в кишлаке Ходжам-Шукур Кургантепинского района Андижанской области Узбекистана в семье крестьянина. Киргиз. Член ВКП(б)/КПСС с 1948 года. Окончил 9 классов. Работал учителем в начальной школе.
В Красной Армии с ноября 1942 года. Окончил курсы пулемётчиков и в январе 1943 года направлен на фронт. Воевал на Сталинградском, 3-м Украинском и 1-м Белорусском фронтах. В одном из боёв красноармеец Реджапов из пулемёта сбил низколетящий самолёт противника, но и сам был тяжело ранен. После излечения в госпитале он был зачислен в состав 13-й линейной заставы 127-го пограничного полка войск НКВД по охране тыла 3-го Украинского фронта, где прошёл обучение в школе снайперов.
Снайпер 13-й линейной заставы красноармеец Реджапов за период с 7 по 13 января 1944 года, находясь на боевой стажировке с группой снайперов на участке 1118-го стрелкового полка 333-й стрелковой дивизии, истребил 16 вражеских солдат и офицеров. 25 января 1944 года за мужество, проявленное в боях с врагом, красноармеец Реджапов награждён орденом Славы 3-й степени (№ 55367).
Действуя в составе команды снайперов того же пограничного полка в полосе 17-й гвардейской кавалерийской дивизии 1-го Белорусского фронта, Реджапов на магнушевском плацдарме за период с сентября по октябрь 1944 года уничтожил 24 гитлеровца, в том числе несколько снайперов, корректировщиков и офицеров. 27 января 1945 года красноармеец Реджапов награждён орденом Славы 2-й степени (№ 15041).
В ходе наступления зимой 1945 года от реки Висла до реки Одер при ликвидации мелких групп противника в тылу наших войск красноармеец Реджапов принимал участие в ликвидации мелких вражеских групп в тылу фронта, вылавливал фашистских диверсантов и разведчиков. За это время он уничтожил до 10 гитлеровцев, задержал 6 диверсантов и взял в плен около 50 немецких солдат.
В период боёв за Берлин Реджапов уничтожил 22 вражеских солдат и офицеров, а всего во время Великой Отечественной войны — 102 гитлеровца. Указом Президиума Верховного Совета СССР от 15 мая 1946 года за мужество, отвагу и героизм, проявленные в борьбе с немецко-фашистскими захватчиками, красноармеец Реджапов Таджибай награждён орденом Славы 1-й степени (№ 604).
В 1949 году демобилизован. Работал инспектором в милиции города Кукенчак. Вступил в схватку с тремя вооружёнными преступниками и задержал их, но при этом получил несколько ножевых ранений. После выхода на пенсию жил в городе Андижан (Узбекистан). Дальнейшая информация неизвестна.

## Награды
- Медали
- Орден Отечественной войны 1-й степени (11.03.1985)
- Орден Славы 1-й (15.05.1946), 2-й (27.01.1945) и 3-й (25.01.1944) степеней.